# گاللیندا
گاللیندا (به لاتین: Gallinda) یک منطقهٔ مسکونی در سری‌لانکا است که در استان مرکزی (سری‌لانکا) واقع شده‌است.